# Copestylum opalina
Copestylum opalina är en tvåvingeart som först beskrevs av Christian Rudolph Wilhelm Wiedemann 1830.  Copestylum opalina ingår i släktet Copestylum och familjen blomflugor. Inga underarter finns listade i Catalogue of Life.